# Henry Pease
Henry Gustavo Pease García-Yrigoyen (Lima, 11 de diciembre de 1944-Lima, 9 de agosto de 2014) fue un sociólogo, periodista y político peruano. Fue presidente del Congreso de la República en 2003 y congresista de la república durante 3 periodos. También ejerció como congresista constituyente y teniente alcalde de Lima en la gestión de Alfonso Barrantes.

## Biografía
Nació en la ciudad de Lima, el 11 de diciembre de 1944. Fue hijo del almirante  Franklin Pease Olivera y María Manuela García-Yrigoyen e Yrigoyen, fue hermano del historiador Franklin Pease y del empresario Jimmy Pease.
Estudió en el Colegio de la Inmaculada de los jesuitas. 
Sus estudios universitarios los realizó en la Pontificia Universidad Católica del Perú, donde fue un connotado dirigente estudiantil, expresidente de la FEPUC y posteriormente impartiendo clases de realidad social peruana en Estudios Generales Letras por más de 30 años, así como en la Escuela de Graduados y en la Facultad de Ciencias Sociales. Obtuvo una maestría en Sociología y un doctorado en la misma carrera en la Pontificia Universidad Católica del Perú.

### Vida personal
Pease demostró siempre una perspectiva considerablemente más amplia que muchos de sus colegas, argumento de esto, es la propuesta que el ofrece a la clase política, en la época de Sendero Luminoso, para que sea el Servicio Policial quien se hiciera cargo de esta estirpe de la sociedad como se había logrado con éxito en países de Europa, pero dicha clase política no aceptó. Sin embargo, en 1992, fue el Grupo Especial de Inteligencia durante el régimen fujimorista el que capturó a tres cuartas partes de la cúpula del grupo terrorista, gracias a sus políticas antiterroristas fueron reducidas al mínimo. 
Fue muy amigo de personajes como María Elena Moyano, quien fue lideresa del distrito de Villa el Salvador; de Valentín Paniagua, quien fue el presidente transitorio del Perú en el año 2000, anécdota aparte, fue elegido por representantes de todos los partidos representantes en el domicilio de Pease; de Alfonso Barrantes, de quien fue Teniente Alcalde en 1983. Pease es uno de los personajes políticos más respetados y queridos de la época, entre otras cosas, por su indudable lealtad y honradez a la ética y al país. 
Entre sus actos más heroicos se encuentra la Marcha por la Paz, la cual encabezó en 1989 cuando ya era candidato a la presidencia. Esta marcha se realizó, el 3 de noviembre de dicho año, como una respuesta ante una anuncio del grupo terrorista Sendero Luminoso, el cual llamó al pánico al país el mismo día. Sin embargo, gracias al movimiento político inspirado por Pease y secundado por todo el resto de partidos políticos, entre ellos Mario Vargas Llosa, se realizó la marcha más grande y numerosa de la historia del Perú. Esta fue repetida luego en todas las capitales del país en símbolo de un Perú unido y valiente contra el miedo de Sendero Luminoso. 
Publicó cuantiosas veces libros sobre su perspectiva política. Algunos de estos son La oposición democrática al fujimorato: Valentín Paniagua en su momento culminante (PUCP Escuela de Gobierno y Políticas Públicas Lima 2009) Reforma Política (para consolidar el régimen democrático) (Fondo Editorial de la PUCP Lima 2008), Por los pasos perdidos. El parlamento peruano entre el 2000 y 2006 (Fondo Editorial del Congreso de la República, Julio 2006), Así se destruyó el Estado de Derecho (Lima, 2000), Perú 1968-1980: Cronología Política. Colección de siete tomos de fichas sobre hechos políticos (Desco, Lima 1974-1980), entre otros. También destaca otras publicaciones como La democracia y sus instituciones en debate. Seminario de reforma del estado 2010 (editor con Giofianni Peirano, del fondo editorial de la PUCP, 2011) y La política económica y la democracia en debate (Desco, Lima 1981); los cuales ha editado con otros autores. Ha sido, además, fundador de la revista limeña Quehacer, que permaneció vigente por 35 años, como en sus inicios, con un análisis político coyuntural peruano.
Ha sido homenajeado en diversas oportunidades. Muestra de esto son las 42 distinciones que ha acumulado a lo largo de sus casi 50 años de vida laboral. Entre estas conmemoraciones resaltan la Orden El Sol del Perú en el grado de Gran Cruz (2005), la Medalla de Honor del Congreso de la República del Perú en el grado de Gran Cruz (2004), Medalla de Honor del Tribunal Constitucional “José Faustino Sánchez Carrión” por haber cumplido una actuación distinguida en el ejercicio profesional y académico en defensa de los principios y valores del Constitucionalismo y el Estado de Derecho (diciembre del 2006), Gran Cruz extraordinaria de la Orden de la Democracia. Cámara de Representantes de la República de Colombia (2003), entre otras. Además obtuvo la Medalla de la Alfabetización. Ministerio de Educación (diciembre 1963). Esta última, es la distinción primigenia realizada cuando era líder estudiantil en la Pontificia Universidad Católica del Perú.

## Carrera política
Su paso por la política ha sido fundamental para la transición a la democracia en los años posteriores al fujimorato. Ha ejercido diversos cargos en dos de los tres poderes del Estado, en el Ejecutivo y en el Legislativo, iniciándose como secretario del ministro de Justicia Javier de Belaúnde en 1966.   

### Teniente Alcalde
Fue miembro de Izquierda Unida y participó por primera vez como regidor en las elecciones municipales de 1983 donde luego fue elegido en la gestión del histórico Alfonso Barrantes, quien luego dejó la alcaldía de Lima para postular en las elecciones presidenciales de 1985. Pease asumió como teniente alcalde de la ciudad de Lima en 1983 para el trienio de 1984-1986.  
En las elecciones municipales de 1989, fue candidato a la alcaldía de Lima por Izquierda Unida, sin embargo, Pease quedó en tercer lugar tras el triunfo de Ricardo Belmont en dichas elecciones.
Estas elecciones se desarrollaron en una época muy inestable, la violencia terrorista de los grupos Sendero Luminoso y el Movimiento Revolucionario Túpac Amaru estaba en su mayor nivel, la economía se encontraba destrozada por la hiperinflación, el caos y la violencia era de todos los días, Sendero Luminoso había adoptado la práctica de convocar a "Paro Armado" esto significaba que durante todo el día estaba prohibido ver a cualquier ciudadano y se producían todo tipo de atentados. Se había convocado a un Paro Armado para el 3 de noviembre en rechazo a las elecciones, Pease convocó en ese mismo día en forma de confrontación a una Marcha por la Paz, a esto se sumaron los partidos políticos de derecha y de izquierda, movimientos sociales, grupos católicos y evangélicos, sindicatos, etc, ese día se hizo la más grande marcha contra la violencia terrorista (la segunda se realizaría durante el velorio de María Elena Moyano).

### Candidato Presidencial
En las elecciones generales de 1990, Pease fue candidato presidencial de Izquierda Unida. Esto se debió al inicio de la ruptura de dicho partido, puesto que el líder inicial de la alianza rompió con esta y abandonó cuando ya se tenía recolectadas las firmas para la inscripción. Por esto, en un acto de reciprocidad para la gente que firmó y confió en IU, Pease ocupó el lugar de candidato presidencial de dichas elecciones, sin embargo, Pease no ganó en dichas elecciones y quedó en 4.º lugar.  

### Congresista Constituyente
Luego del autogolpe de estado decretado por Alberto Fujimori el 5 de abril de 1992, se convocaron a elecciones constituyentes para la creación de una carta magna. Pease decidió participa al Congreso Constituyente Democrático por el Movimiento Democrático de Izquierda y resultó elegido para el periodo 1992-1995. 
Durante su labor, fue miembro de la Comisión Constitucional presidida por Carlos Torres y Torres Lara (1992-1995). Resaltó su lucha por la investigación de la masacre militar realizada contra estudiantes de la Universidad La Cantuta, donde condenó las violaciones contra los derechos humanas realizadas por la dictadura fujimorista.

### Congresista de la República
Para las elecciones generales de 1995, Pease fue convocado por el diplomático Javier Pérez de Cuéllar para formar parte de la fundación del partido Unión por el Perú e integrar la lista de candidatos al Congreso de la República. Logró ser elegido como congresista de la república para el periodo parlamentario 1995-2000.
Participó en la formación del referéndum de 1998 contra la tercera reelección de Alberto Fujimori a la presidencia de la república. También apoyó a los magistrados del Tribunal Constitucional cuando fueron destituidos ilegalmente por fujimorismo.
En las elecciones generales del año 2000, formó parte de la plancha presidencial de Máximo San Román por el partido Unión por el Perú, sin embargo, dicha candidatura no pasó la valla electoral y Pease solo logró ser reelegido como congresista para el periodo 2000-2005. Participó en la Marcha de los Cuatro Suyos liderada por Alejandro Toledo.
En noviembre del mismo año, ante la censura de Martha Hildebrandt y la renuncia de las vicepresidentas de la Mesa Directiva, se eligió una nueva lista integradas por Carlos Ferrero Costa de Perú Posible, Absalón Vásquez de Perú 2000 y Manuel Masías de Somos Perú. Sin embargo, Vásquez terminó por renunciar tras sus cuestionamientos y fue reemplazado por Pease en la segunda vicepresidencia. Apoyó el gobierno de transición encabezado por el histórico Valentín Paniagua.
Tras la caída del régimen fujimorista en noviembre del 2000, su cargo parlamentario fue reducido hasta el 2001 donde se convocó a nuevas elecciones generales. Pease luego se afilió al partido Perú Posible y fue nuevamente reelegido para el periodo 2001-2006.
Fue primer vicepresidente de la Mesa Directiva presidida por Carlos Ferrero Costa (2001-2002). Fue también presidente de la Comisión de Constitución.

### Presidente del Congreso
El 26 de julio del 2003, fue presentado por la bancada de Perú Posible como su candidato a la presidencia del Congreso de la República y compitió contra Ántero Flores-Aráoz de Unidad Nacional. Culminando los resultados, Pease logró ser elegido como el nuevo presidente del Congreso para el periodo 2003-2004.
Su última participación en la política fue en las elecciones parlamentarias del 2011 donde postuló nuevamente al Congreso por Perú Posible, si bien el partido tuvo representación en el legislativo, Pease no resultó elegido y decidió alejarse de la vida política.

## Fallecimiento
El 9 de agosto del 2014, Henry Pease falleció a los 69 años, aproximadamente a las 10 de la noche en la Clínica Angloamericana de Lima, a la que llegó luego de una complicación en su estado de salud. Tras su fallecimiento, fue homenajeado por diversos personajes de la política, entre ellos el expresidente Alejandro Toledo, y sus restos fueron sepultados en el Cementerio El Ángel.

## Publicaciones

### Libros
- ¿Cómo funciona el presidencialismo en el Perú? PUCP Escuela de gobierno y políticas públicas Lima 2010
- La oposición democrática al fujimorato: Valentín Paniagua en su momento culminante. PUCP Escuela de Gobierno y Políticas Públicas Lima 2009. También publicado en el Libro homenaje a Valentín Paniagua. Fondo Editorial de la PUCP Lima 2010
- Reforma Política (para consolidar el régimen democrático) Fondo Editorial de la PUCP Lima 2008
- Por los pasos perdidos. El parlamento peruano entre el 2000 y 2006. Fondo Editorial del Congreso de la República. Julio 2006
- La Autocracia fujimorista. Del Estado intervencionista al Estado mafioso. Fondo Editorial de la Pontificia Universidad Católica del Perú y Fondo de Cultura Económica, Lima, 2003.
- Así se destruyó el Estado de Derecho. Lima, 2000.
- Electores, partidos y representantes. Sistema electoral, sistema de gobierno y sistema de partidos en el Perú. Pontificia Universidad Católica del Perú, Lima 1999.
- Remando a contracorriente. Lima, Congreso de la República 1995
- Los años de la langosta. La escena política del fujimorismo. Ipadel, Lima 1994.
- Propuesta Alternativa. Dictamen en minoría y Proyecto de Constitución. Lima, Congreso de la República, 1993.
- Democracia local: reflexiones y experiencias. Desco, Lima 1989.
- Democracia y precariedad bajo el populismo aprista. Desco, Lima 1988.
- Un perfil del proceso político peruano. Desco, Lima 1981.
- Los Caminos del Poder. Tres años de crisis en la escena política. Desco, Lima 1979. Reeditado en 1981.
- El Ocaso del Poder Oligárquico. Lucha política en la escena oficial 1968-1975. Desco, Lima, 1977. Reeditado en Lima en 1979, 1980 y 1986. Edición Argentina El Cid Ed. Desco, 1979.
- Perú 1968-1980: Cronología Política. Colección de siete tomos de fichas sobre hechos políticos. Desco, Lima 1974-1980.

### Libros con otros autores
- La política en el Perú del siglo XX. Fondo editorial PUCP Lima 2013
- La democracia y sus instituciones en debate. Seminario de reforma del estado 2010.(editor con Giofianni Peirano) Fondo editorial de la PUCP 2011
- Reforma del Estado El papel de las políticas públicas (editor con L. Villafranca) Lima 2009
- Reforma del Estado peruano. Seminario en el 90 aniversario de la PUCP. (Editor junto con Giofianni Peirano) Fondo Editorial PUCP Lima 2008
- Construyendo un gobierno metropolitano. Ipadel, Lima 1991.
- La política económica y la democracia en debate. Desco, Lima 1981.
- América Latina 80: democracia y movimiento popular. Desco, Lima, 1981.
- Mitos de la democracia. Desco, Lima 1978.
- Estado y Política Agraria. Desco, Lima 1977
- Propiedad Social: polémica. Desco, Lima 1975.